# بانک زوریخ کانتونال
بانک زوریخ کانتونال (آلمانی: Zürcher Kantonalbank) شرکت خدمات مالی و بانکداری سوئیسی است، که در سال ۱۸۷۰ تأسیس شد.